# Orosch János
Orosch János (Ján Orosch) (Pozsony, 1953. május 28. –) nagyszombati érsek.

## Pályafutása
A csallóközi Dénesdről származik. Teológiai tanulmányait Pozsonyban a Szent Cirill és Metód Hittudományi Főiskolán végezte. 1976-ban szentelték pappá, ekkor Révkomáromban lett káplán. 1978–1982 között a bussai, 1982–1983 között az ekecsi, majd 1983–1984 között a hodrushámori plébánia adminisztrátora volt. 1984–1990 között Ipolyvisken szolgált. 1990-ben érsekújvári, majd 1991–1992 pozsony-főrévi (Prievoz) plébános lett. 1992–1993 között Dunacsúnyban működött. 1993–1999 között párkányi adminisztrátor és esperes, 1999–2004 között ugyanott plébános. 2004-ben a Szent Adalbert Társulat elnöke lett.

### Püspöki pályafutása
2004-ben seminai címzetes püspökké nevezték ki és segédpüspökké szentelték fel a Pozsony-Nagyszombati főegyházmegyében. Ezután fővikáriussá nevezték ki ugyanebben az egyházmegyében.
2009. szeptember 15-i hatállyal általános helynökké nevezte ki Róbert Bezák érsek a Nagyszombati főegyházmegye részére. Feladata volt katekéták (hitoktatók) irányítása, a lelkiatyák formációja, a karitász, valamint a vegyes területeken élő magyar hívek lelkipásztori gondozása. Részt vett a szlovákiai magyar katolikus rendezvényeken, többek között a Komáromi Imanapok állandó főcelebránsa volt.
2012-ben Benedek pápa visszahívta Róbert Bezák nagyszombati érseket, ekkor lett az érsekség apostoli kormányzója. 2013. július 11-én Ferenc pápa érsekké nevezte ki.